# Mark Harmon
Thomas Mark Harmon (Burbank (Californië), 2 september 1951) is een Amerikaans acteur.

## Biografie
Thomas Mark Harmon is op 2 september 1951 geboren in Burbank, Californië. Zijn vader is College Footballlegende en Heisman Trophy winnaar Tom Harmon (1919-1990) en zijn moeder is actrice Elyse Knox (1917-2012). Mark heeft nog twee oudere zussen: Kristin (25 juni 1945, actrice en schilder) en Kelly (9 november 1948, actrice).

Nadat Mark op het Los Angeles Pierce College heeft gezeten (waar hij tevens quarterback was), gaat hij naar de University of California in Los Angeles. Hier wordt hij in 1972 en 1973 quarterback voor de UCLA Bruins. In 1973 krijgt hij de National Football Foundation Award for All-Round Excellence. In 1974 slaagt hij cum laude met een graad in communicatie.
Op 21 maart 1987 trouwt Harmon met actrice Pam Dawber, vooral bekend van de serie Mork and Mindy. Later dat jaar klagen ze zijn zus Kristin aan om de voogdij over haar jongste zoon Sam te krijgen, nadat Kristin behandeld wordt om van haar alcoholverslaving af te komen. De aanklacht wordt later weer ingetrokken. Op 26 april 1988 wordt zoon Sean Thomas geboren en op 25 juni 1992 komt Tyrone (Ty) Christian.
In 1996 riskeert Harmon zijn leven als twee tieners voor zijn huis een auto-ongeluk krijgen en levend dreigen te verbranden. Terwijl Dawber 911 belt slaat Mark een ruit in en trekt de jongens eruit. Zelf is hij zeer terughoudend over zijn rol.

## Carrière
In 1975 heeft Harmon een paar eenmalige gastoptredens in televisieseries en in 1977 heeft hij zijn eerste filmrol in een televisiefilm over het presidentschap van Franklin Delano Roosevelt. Hiervoor ontvangt hij een Emmynominatie. Een jaar later verschijnt Harmon voor het eerst op het witte doek, in de film Comes a Horseman. Zijn carrière zal voor het grootste gedeelte bestaan uit gastrollen in televisieseries en rollen in televisiefilms. Hij heeft onder andere in de series Moonlighting (naast Cybill Shepherd en Bruce Willis), The Love Boat en The West Wing kleine rollen vertolkt. Grotere rollen had hij in de series Flamingo Road, waarin hij de ontrouwe echtgenoot van Morgan Fairchilds personage speelt, Chicago Hope, waarin hij dokter Jack McNeil speelt en St. Elsewhere, waarin hij dokter Robert Caldwell speelt.
In 1986 wordt hij uitgeroepen tot sexiest man alive. Ook is Harmon te zien in de televisiefilm The Deliberate Stranger, waarin hij seriemoordenaar Ted Bundy speelt, en een jaar later speelt hij de hoofdrol in After the Promise. Deze zorgen voor zijn eerste twee nominaties voor een Golden Globe. Nominaties drie en vier krijgt hij in 1992 respectievelijk 1993 voor zijn rol als detective Dicky Cobb in Reasonable Doubts. In 1988 speelt hij naast Sean Connery en Meg Ryan een hoofdrol in de film The Presidio. In 2002 krijgt hij voor zijn rol als agent Simon Donovan in The West Wing een tweede Emmynominatie.
In 2003 speelde Harmon in de film Freaky Friday.
In aflevering 20 van seizoen 8 van JAG (april 2003) maakt de kijker kennis met Naval Criminal Investigative Service-special agent Leroy Jethro Gibbs (Harmon) en zijn team. Zij staan centraal in de serie NCIS, waarin misdaden worden onderzocht die verband hebben met de Amerikaanse marine. 
In 2012 kreeg Harmon voor zijn televisiewerk een ster op de Hollywood Walk of Fame.

## Filmografie

### Film
- 1978: Comes a Horseman – Billy Joe Meynert
- 1979: Beyond the Poseidon Adventure – Larry Simpson
- 1980: The Dream Merchants – Johnny Edge (miniserie)
- 1984: Tuareg – The Desert Warrior – Gacel Sayah
- 1986: Let's Get Harry – Harry Burck, Jr.
- 1987: Summer School – Freddy Shoop
- 1988: The Presidio – Jay Austin
- 1988: Stealing Home – Billy Wyatt
- 1989: Worth Winning – Taylor Worth
- 1990: Till There Was You – Frank Flynn
- 1990: Kenny Rogers Classic Weekend – Zichzelf
- 1991: Shadow of a Doubt – Oom Charlie Oakley
- 1991: Cold Heaven – Alex Davenport
- 1994: Wyatt Earp – Sheriff John Behan
- 1995: Magic in the Water – Jack Black
- 1995: The Last Supper – Dominante man
- 1997: Casualties – Tommy Nance
- 1997: The First to Go – Jeremy Hampton
- 1998: Fear and Loathing in Las Vegas – Magazine verslaggever
- 1999: I'll Remember April – John Cooper
- 2001: The Amati Girls – Lawrence
- 2002: Local Boys – Jim Wesley
- 2003: Freaky Friday – Ryan
- 2004: Chasing Liberty – President James Foster
- 2009: Weather Girl – Dale
- 2010: Justice League: Crisis on Two Earths – Clark Kent/Superman (stemrol)
- 2025: Freakier Friday – Ryan

### Televisie
*Exclusief eenmalige gastrollen
- 1977: Eleanor and Franklin: The White House Years – Robert Dunlap (televisiefilm)
- 1978: Getting Married – Howie Lesser (televisiefilm)
- 1978: Little Mo – Norman Brinker (televisiefilm)
- 1978: Sam – Officer Mike Breen
- 1978–1979: Centennial – Captain John McIntosh
- 1979: The Love Boat – Doug Bradbury
- 1979–1980: 240-Robert – Dwayne Thibideaux
- 1980–1982: Flamingo Road – Fielding Carlyle
- 1981: Goliath Awaits – Peter Cabot (televisiefilm)
- 1983–1986: St. Elsewhere – Dr. Robert Caldwell
- 1983: Intimate Agony (aka Doctor in Paradise) – Tommy (televisiefilm)
- 1986: The Deliberate Stranger – Ted Bundy (televisiefilm)
- 1986: Prince of Bel Air – Robin Prince (televisiefilm)
- 1987: Moonlighting – Sam Crawford
- 1987: After the Promise – Elmer Jackson (televisiefilm)
- 1989: Sweet Bird of Youth – Chance Wayne (televisiefilm)
- 1991–1993: Reasonable Doubts – Detective Dicky Cobb
- 1991: Dillinger – John Dillinger (televisiefilm)
- 1991: Fourth Story – David Shepard (televisiefilm)
- 1991: Long Road Home – Ertie Robertson (televisiefilm)
- 1995: Charlie Grace – Charlie Grace
- 1995: Original Sins (aka Acts of Contrition) – Johnathan Frayne (televisiefilm)
- 1996–2000: Chicago Hope – Dr. Jack McNeil
- 2000: For All Time – Charles Lattimer (televisiefilm)
- 2001: Crossfire Trail – Bruce Barkow (televisiefilm)
- 2001: And Never Let Her Go – Thomas Capano (televisiefilm)
- 2002: The West Wing – Simon Donovan
- 2003: JAG – Special Agent Leroy Jethro Gibbs
- 2003–2021: NCIS – Special Agent Leroy Jethro Gibbs (Harmon blijft betrokken als uitvoerend producent)
- 2004: Retrosexual: The 80's – Zichzelf (miniserie)
- 2011: Certain Prey – Lucas Davenport (televisiefilm)
- 2014, 2016, 2018: NCIS: New Orleans – Special Agent Leroy Jethro Gibbs
- 2024–heden: NCIS: Origins – Leroy Jethro Gibbs (voornamelijk voice-over)

## Nominaties
| Emmy Awards | Emmy Awards                                 | Emmy Awards                                                                |
| ----------- | ------------------------------------------- | -------------------------------------------------------------------------- |
| Jaar        | Titel                                       | Categorie                                                                  |
| 1977        | Eleanor and Franklin: The White House Years | Outstanding Performance by a Supporting Actor in a Comedy or Drama Special |
| 2002        | The West Wing                               | Outstanding Guest Actor in a Drama Series                                  |

| Golden Globes | Golden Globes           | Golden Globes                                                               |
| ------------- | ----------------------- | --------------------------------------------------------------------------- |
| Jaar          | Titel                   | Categorie                                                                   |
| 1987          | The Deliberate Stranger | Best Performance by an Actor in a Mini-Series or Motion Picture Made for tv |
| 1988          | After the Promise       | Best Performance by an Actor in a Mini-Series or Motion Picture Made for tv |
| 1992          | Reasonable Doubts       | Best Performance by an Actor in a TV Series – Drama                         |
| 1993          | Reasonable Doubts       | Best Performance by an Actor in a TV Series – Drama                         |

| Screen Actors Guild Awards | Screen Actors Guild Awards | Screen Actors Guild Awards                               |
| -------------------------- | -------------------------- | -------------------------------------------------------- |
| Jaar                       | Titel                      | Categorie                                                |
| 1997                       | Chicago Hope               | Outstanding Performance by an Ensemble in a Drama Series |
| 1998                       | Chicago Hope               | Outstanding Performance by an Ensemble in a Drama Series |